# Агарцин (монастырь)
Агарци́н (арм. Հաղարծին) — армянский монастырь, расположенный в Тавушской области Армении в 18 км от города Дилижан, в лесистой долине Иджеванского хребта. Был построен в XI—XIII веках.

## История

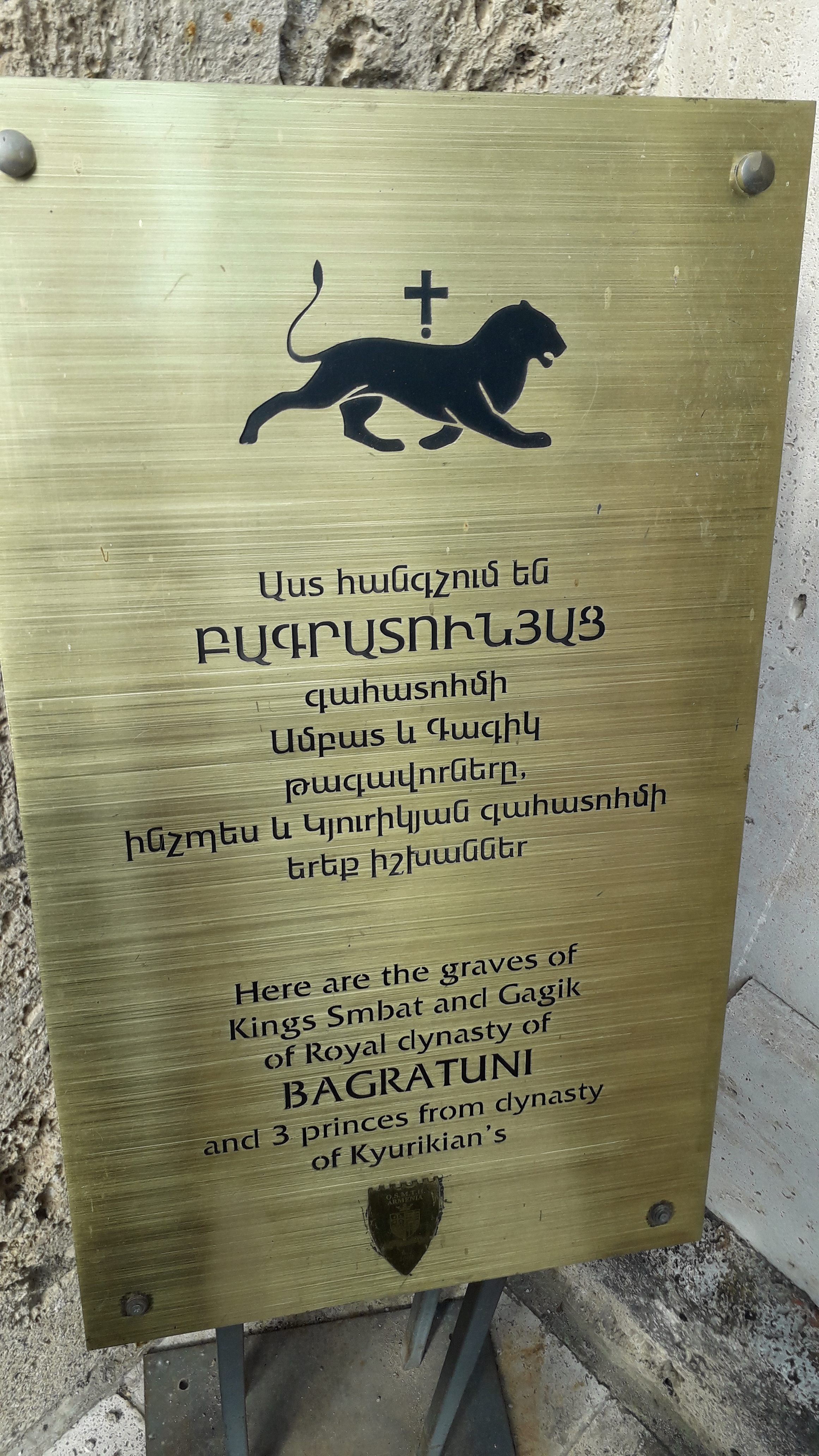
Надпись гласящая что "Здесь покоятся короли династии Багратуни-Смбат и Гагик, и 3 принца из династии Кюрикян.

Церковь Сурб Григор с восьмигранным барабаном, построенная в XI веке, является самой древней постройкой комплекса. 
Главная монастырская церковь Сурб Аствацацин (Св. Богородицы) построена в 1281 году. В XII—XIII веках к церкви был пристроен притвор (гавит). 16-гранный купол церкви украшен изящной аркатурой, базы колонн которой опираются не непосредственно на карниз, а на вершины орнаментированных треугольных элементов. Этот приём создает впечатление визуальной невесомости аркатуры и самого барабана.
Церковь Сурб Степанос, построенная в 1244 году, напоминает церковь Св. Богородицы, но меньше в размерах. На территории монастыря также находится трапезная, построенная в 1248 году. Здесь находилась царская усыпальница рода Багратуни, от которой сохранились надгробные плиты с именами царей Смбата и Гагика. Рядом с трапезной сохранились остатки кухни, около собора Аствацацин — остатки притвора. На территории комплекса находится несколько хачкаров.
Монастырь Агарцин принадлежал к числу обителей Армении, разрушенных и разорённых в период нашествий турок-сельджуков во второй половине XI столетия. Со второй половины XII в., когда в северной Армении возродилась политическая жизнь армянских феодалов под эгидой грузинских Багратидов, разорённая страна стала быстро восстанавливаться. В первую очередь восстанавливались монастыри. В надписи ктиторами церкви св. Григория выступают вардапет Хачатур и Сукиас. 

### Хачатур Таронаци в Агарцине
Историк Киракос Гандзакеци упоминает о событии 1191 года, когда „присутствовал также святой вардапет Хачатур Таронаци (Таронский), настоятель святой обители, называемой Агарцин, муж святой и добродетельный и известный своими познаниями, особенно в области музыкального искусства". По словам историка, до прибытия в этот край Хачатура Таронаци монастырь Агарцин „находился в запустении и в темноте"; он, прибыв сюда, „оживил святую обитель, настоятелем которой он являлся".
Это был известный армянский средневековый теолог и  музыкант. Он стал настоятелем монастыря, здесь же и похоронен.

## Галерея

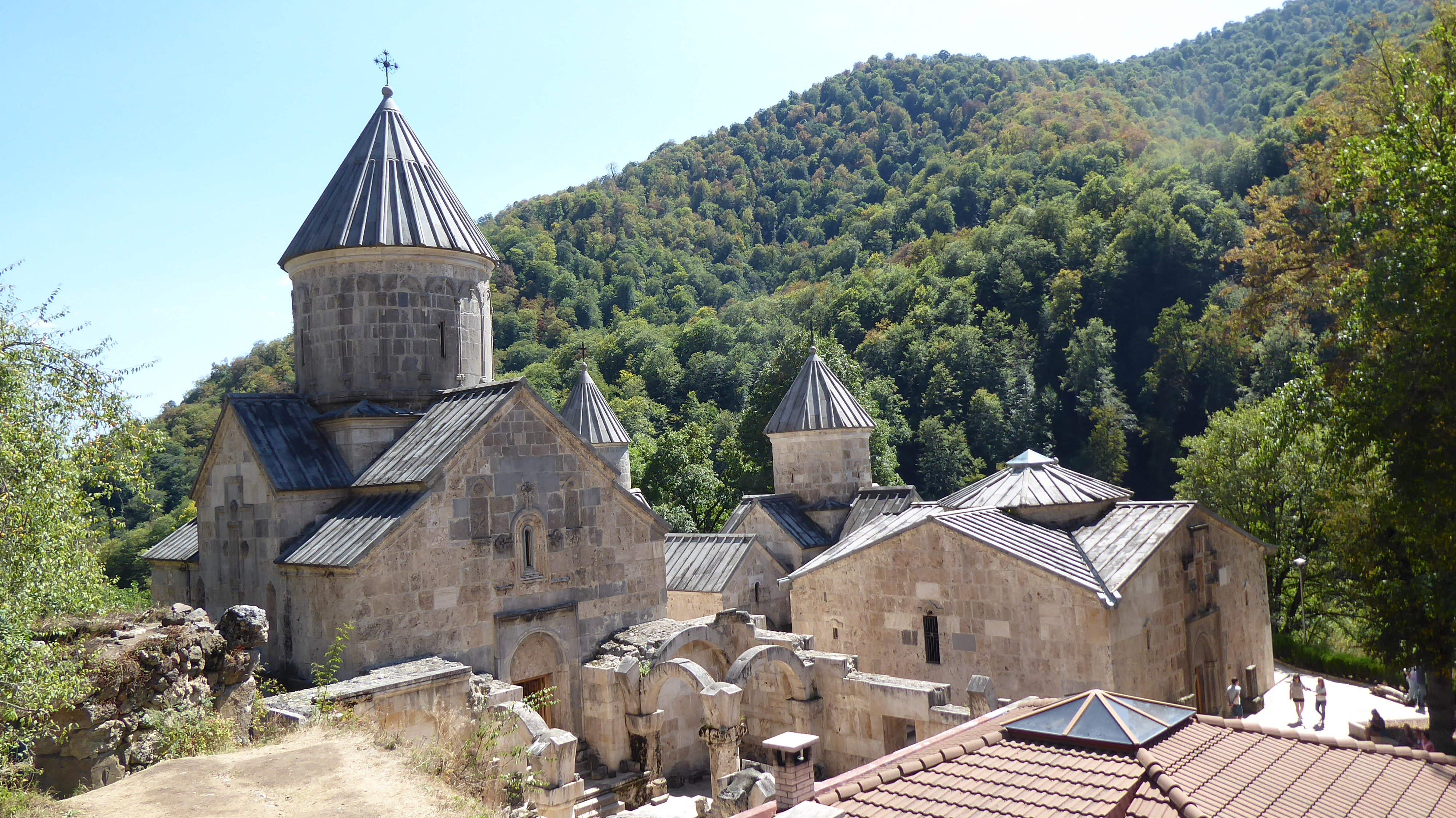
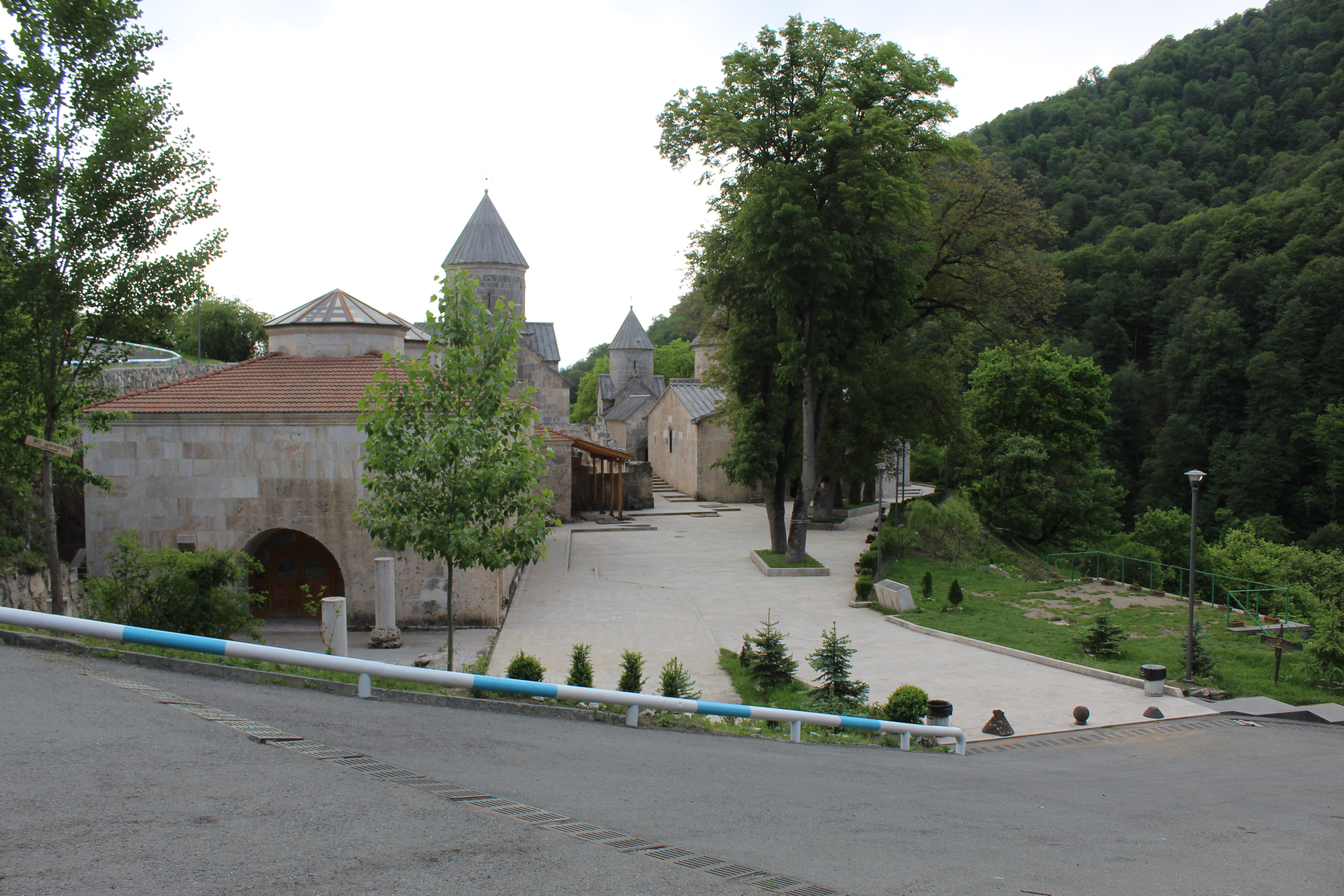
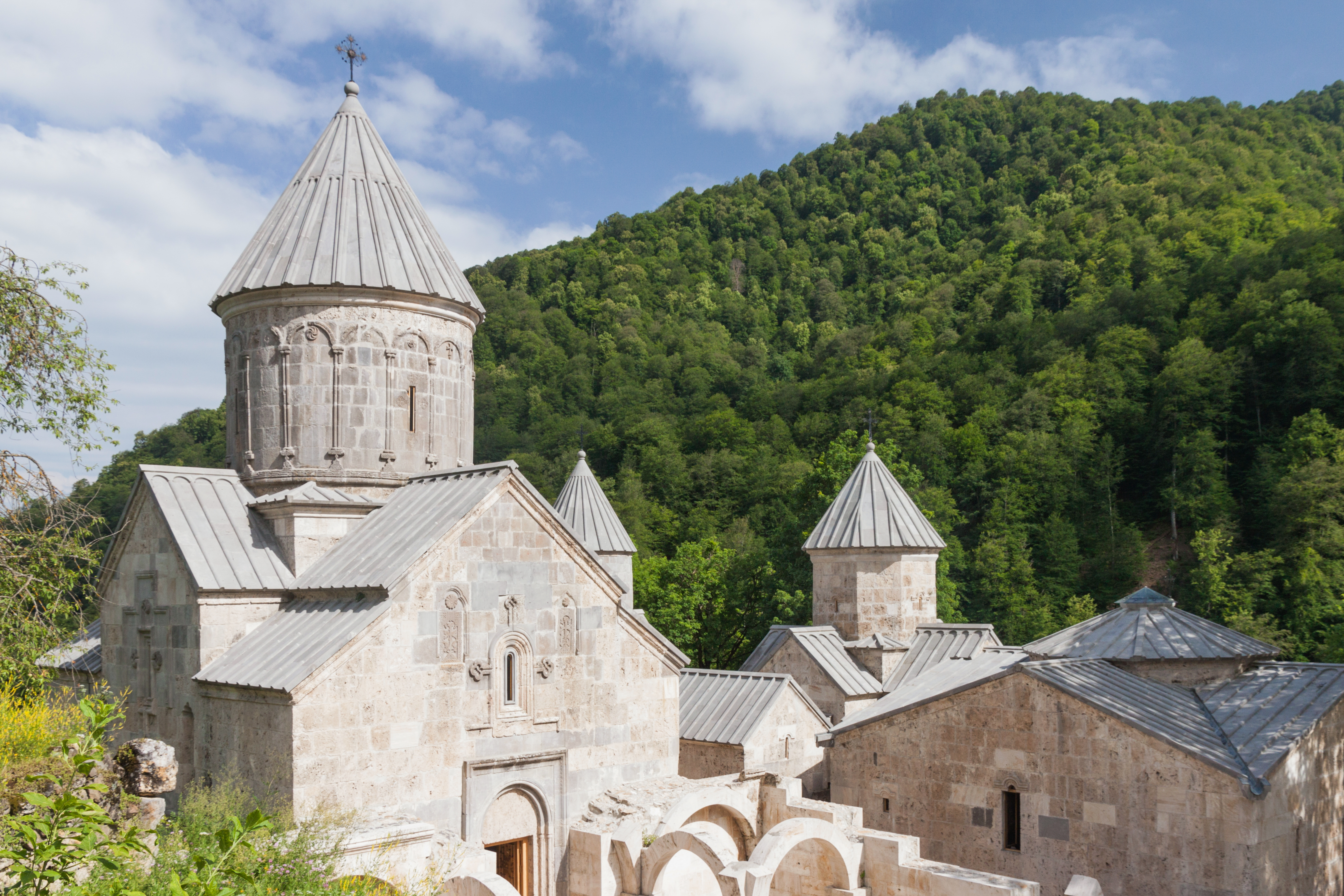
После реставрации
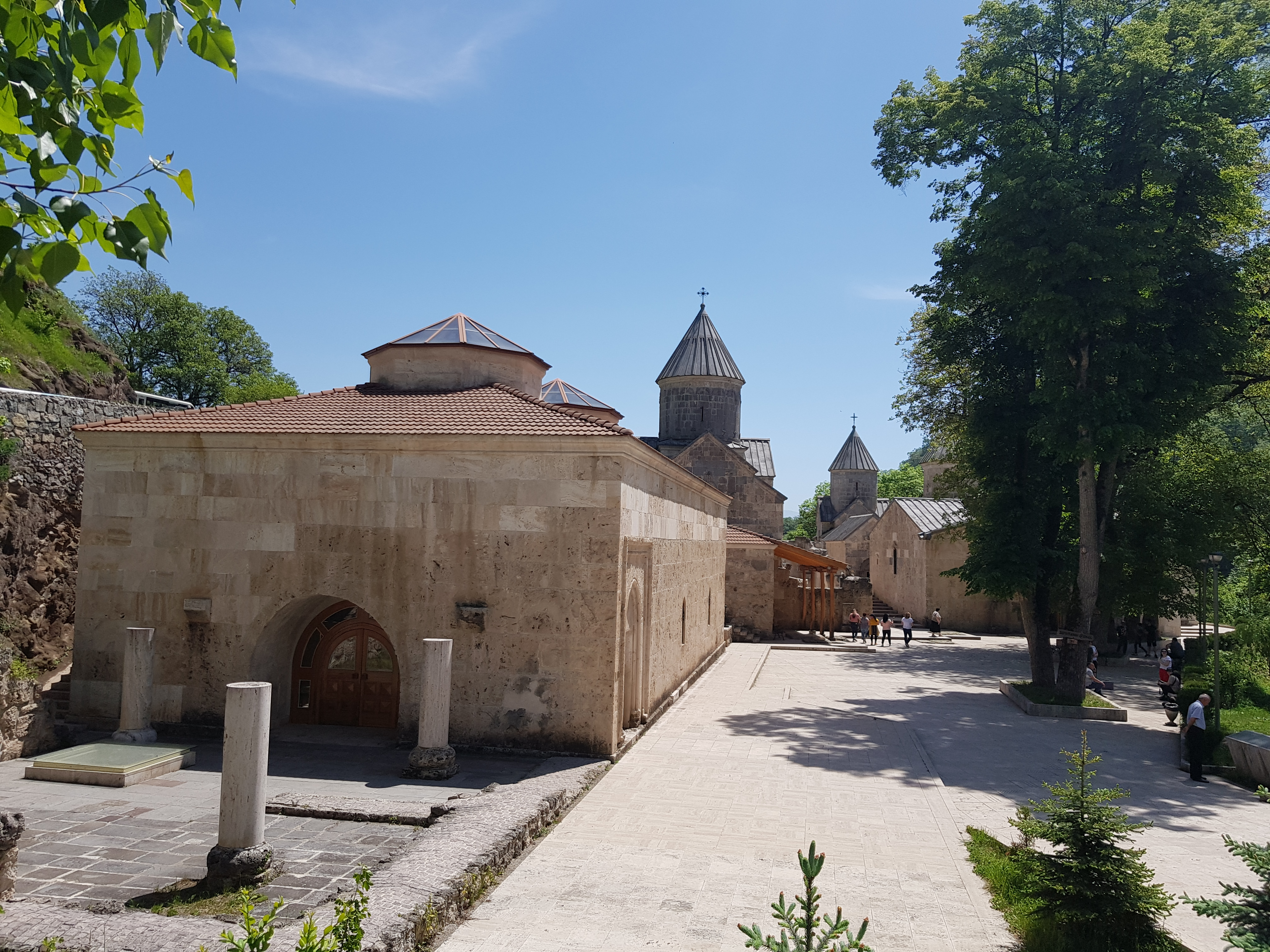
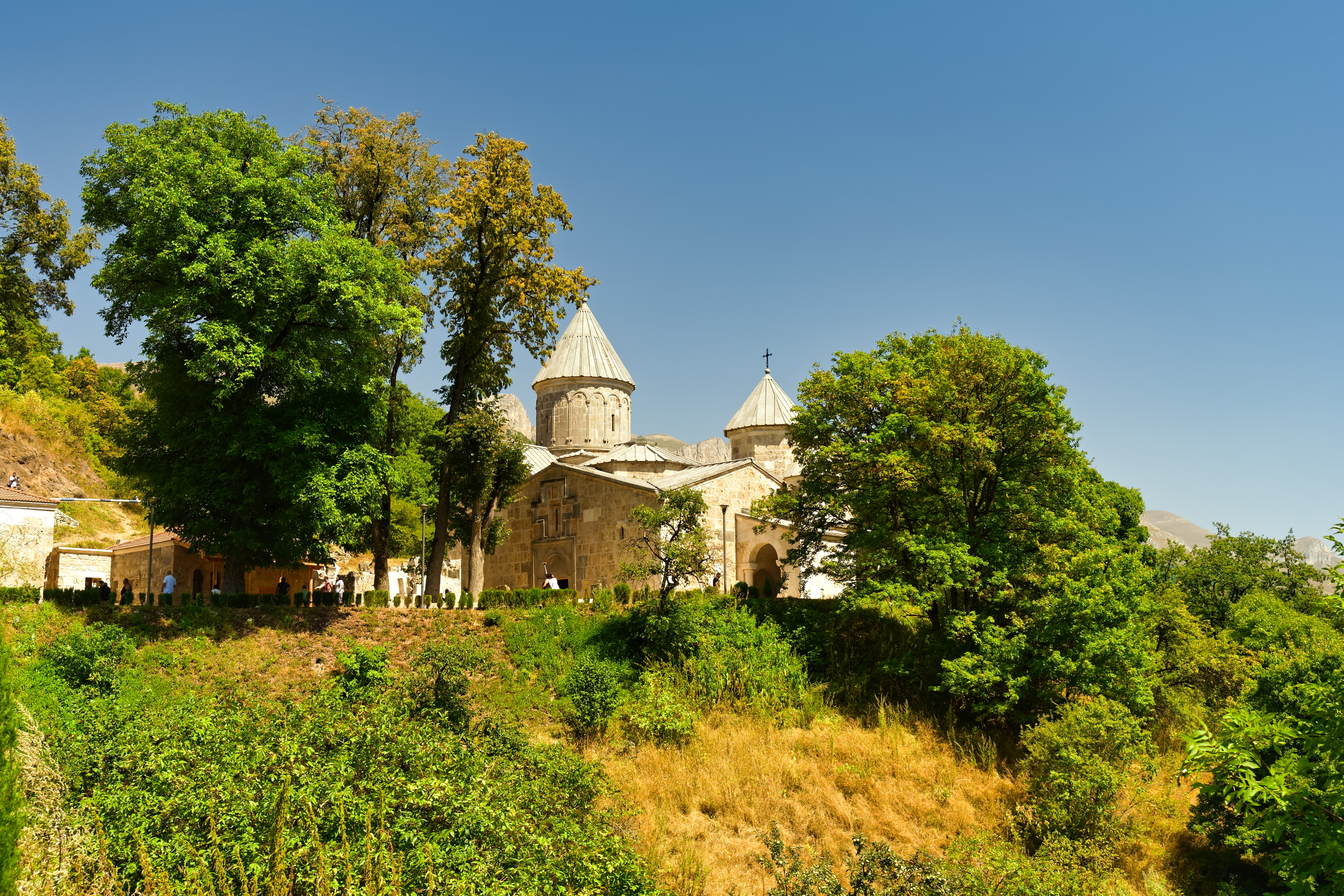
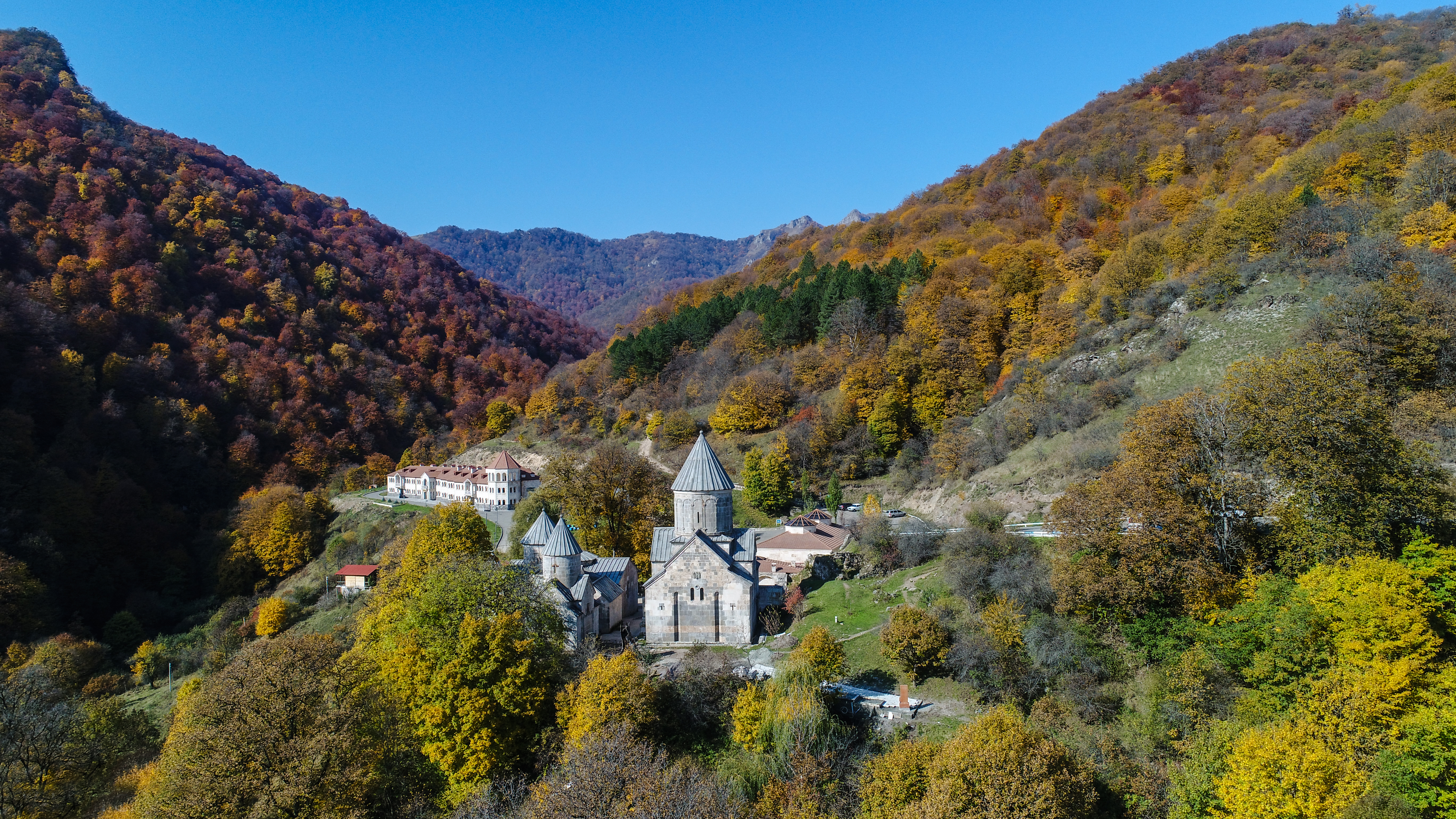
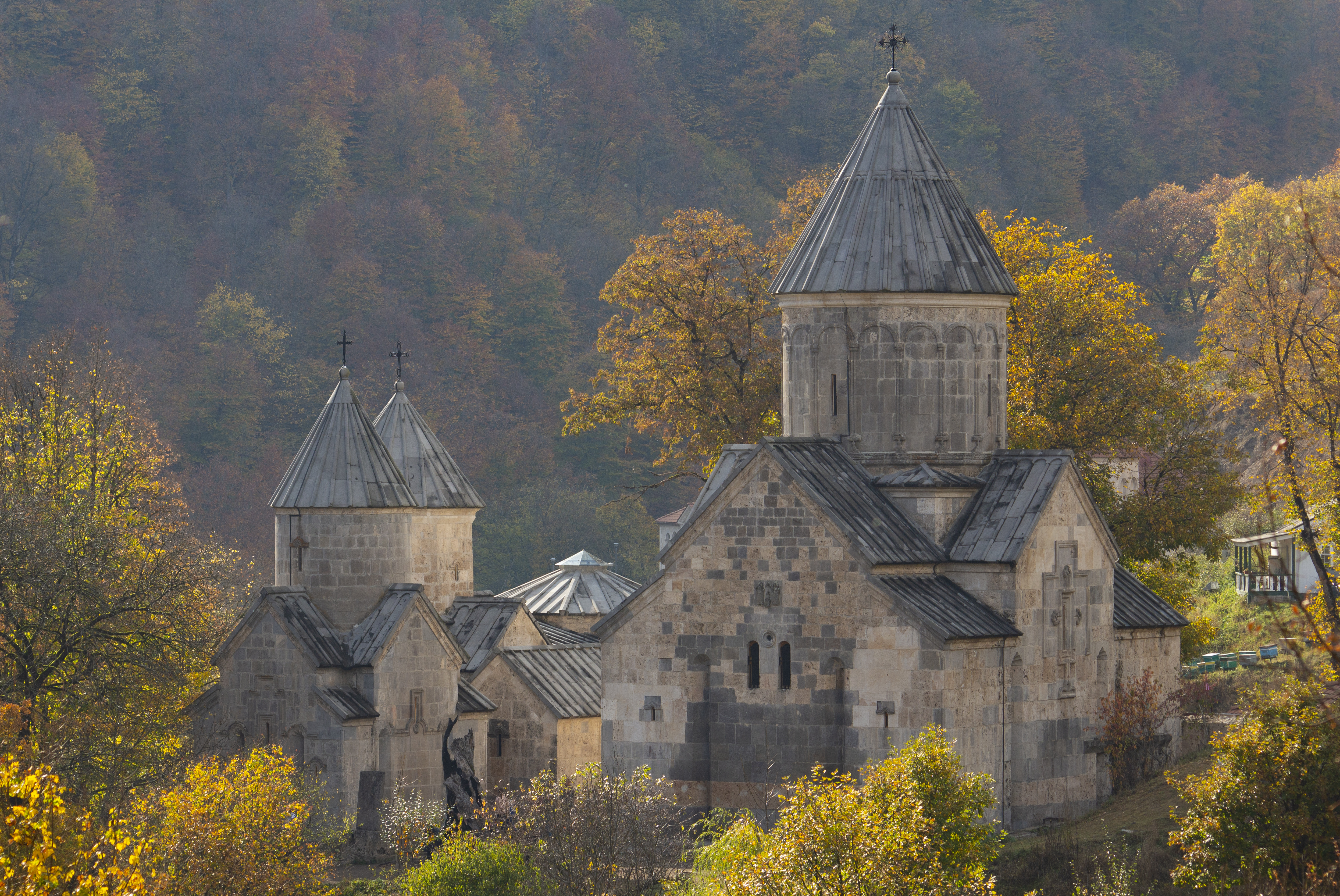
Осенний вид
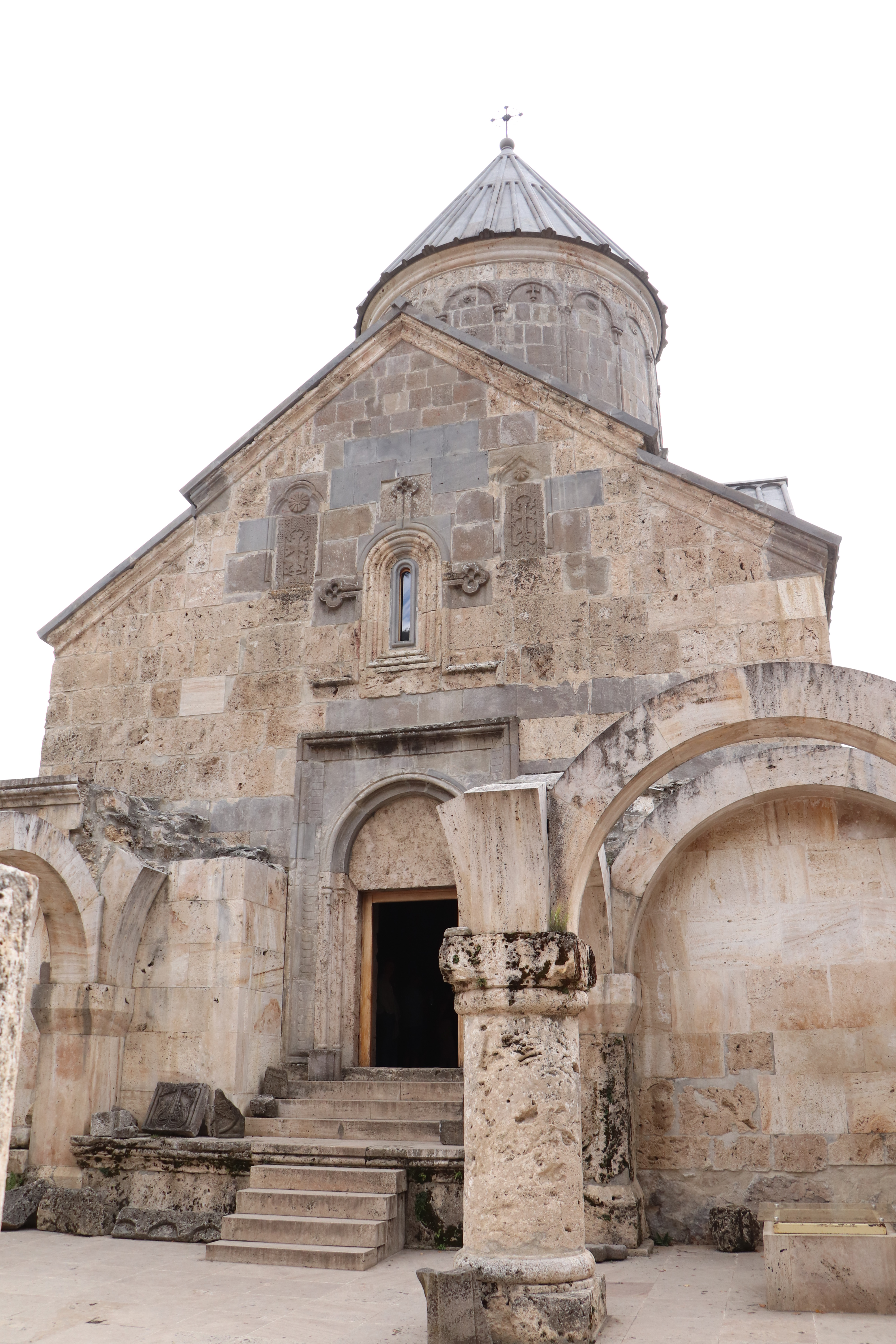
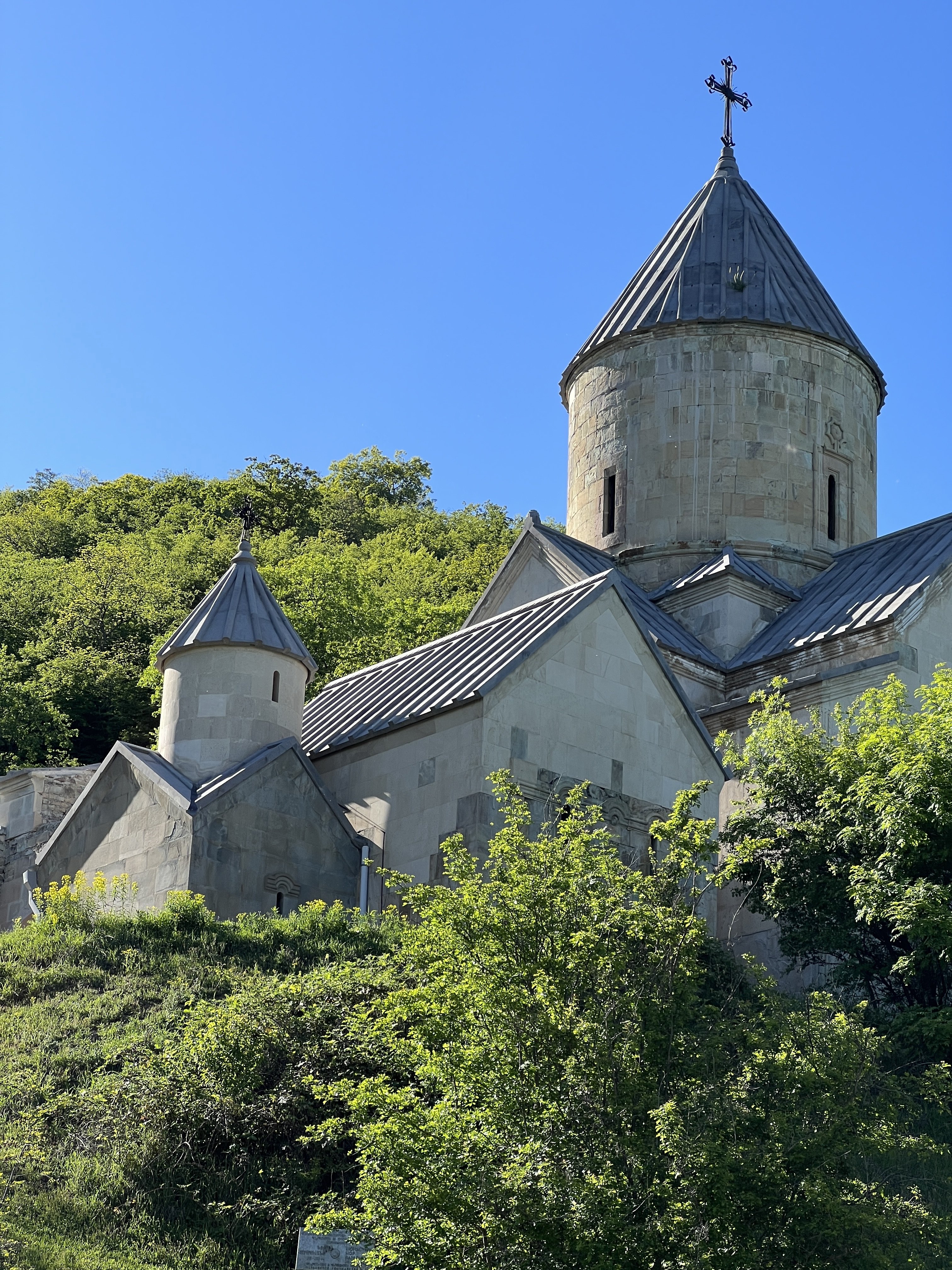
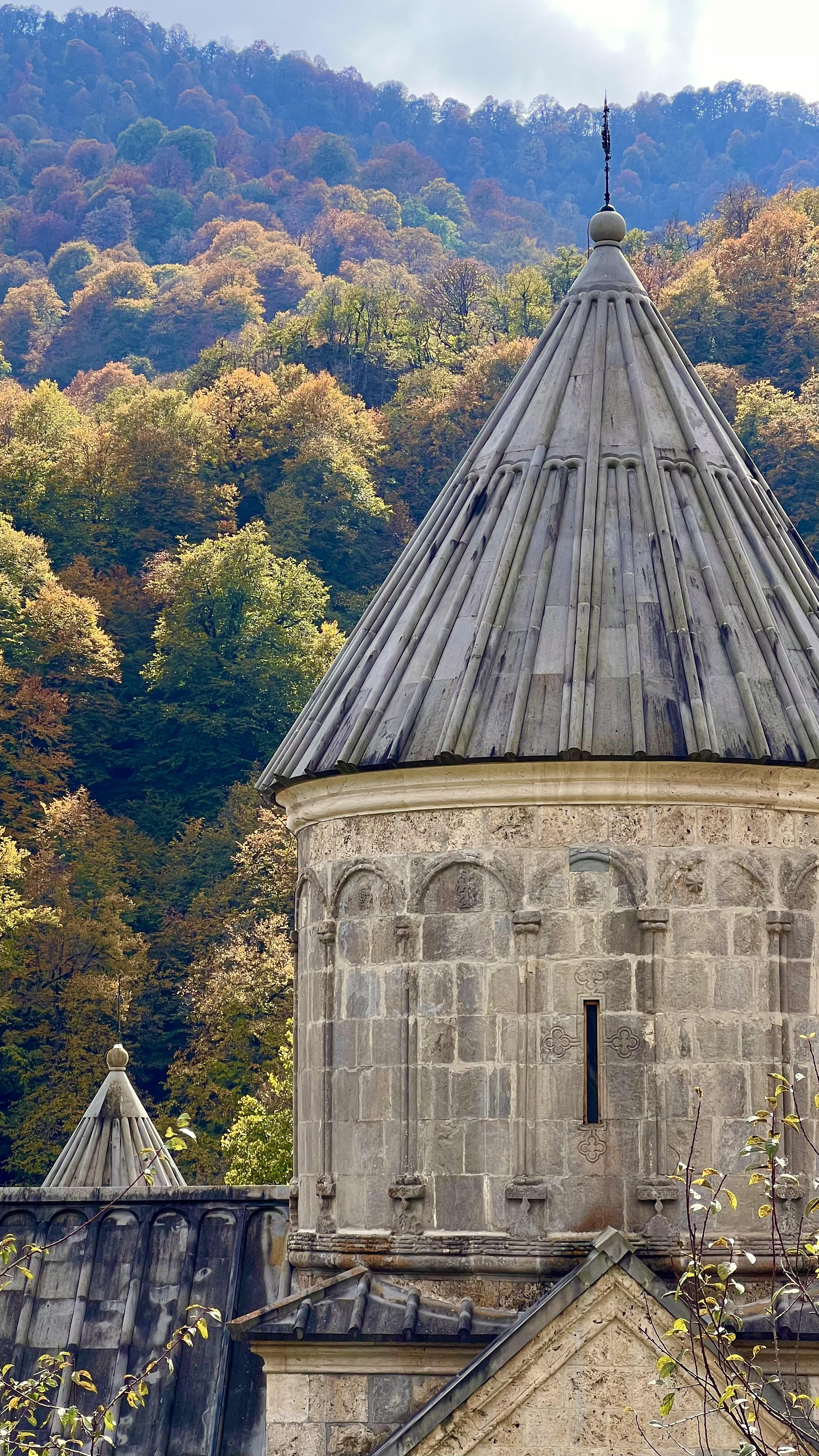
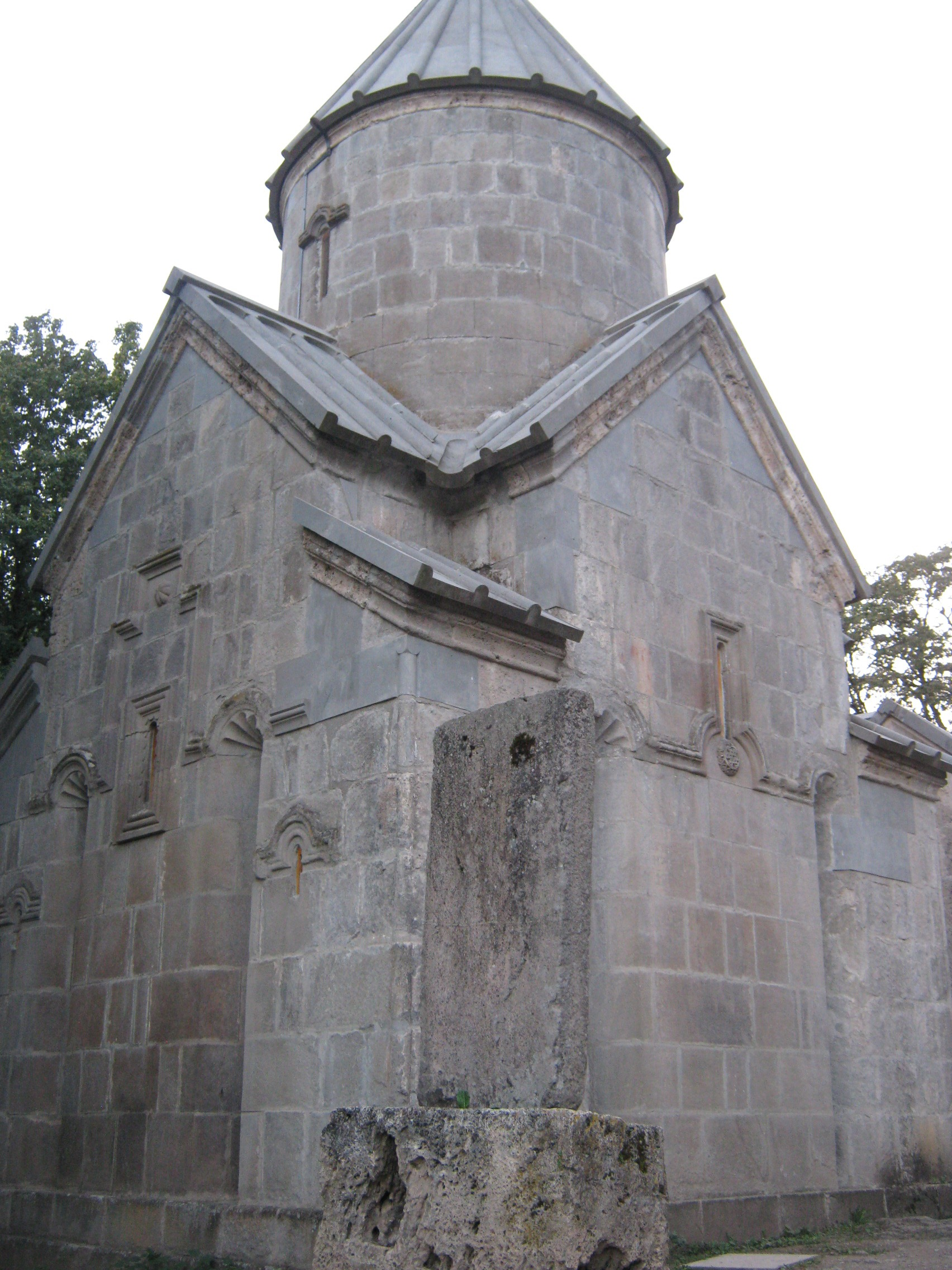
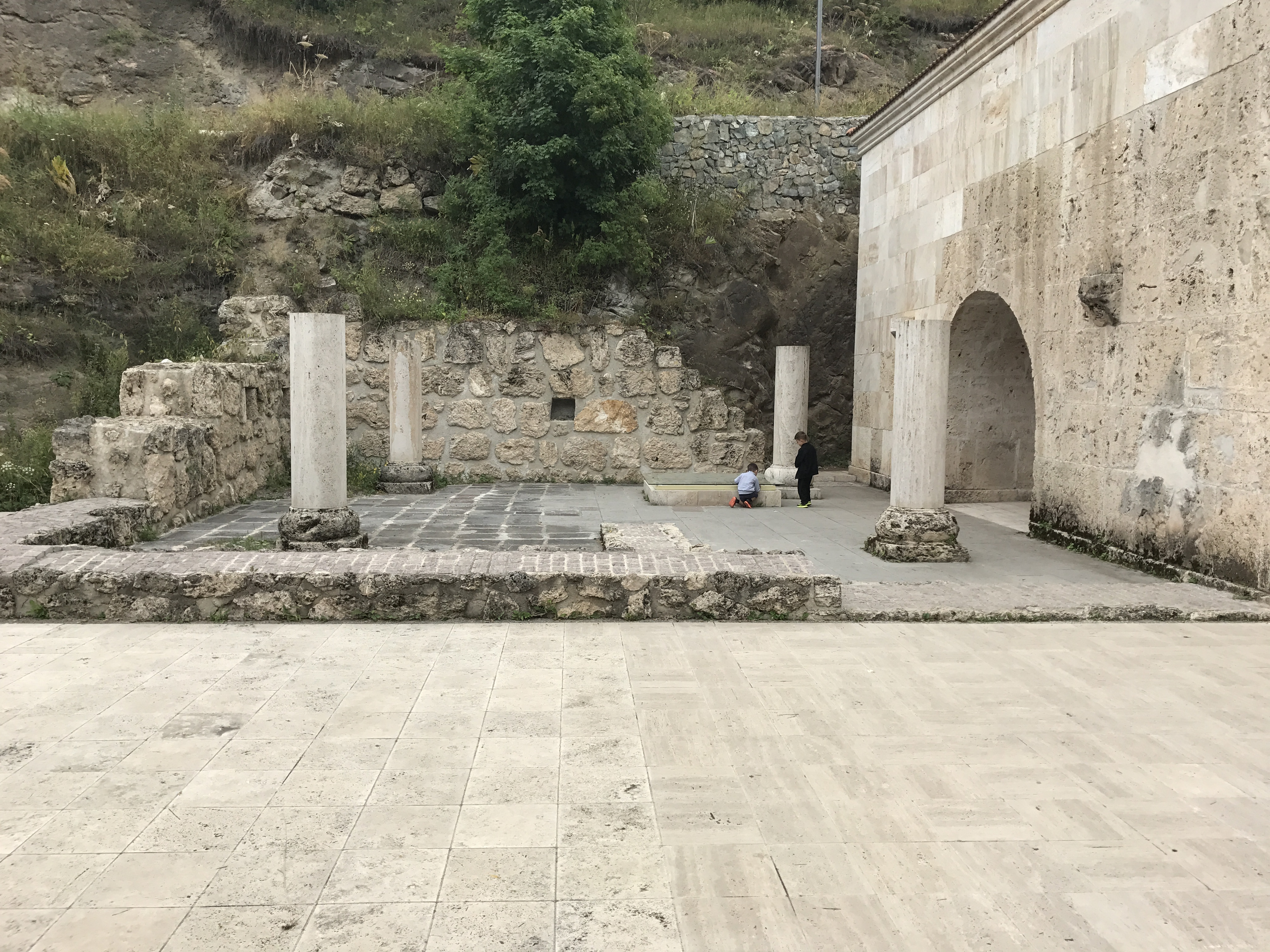
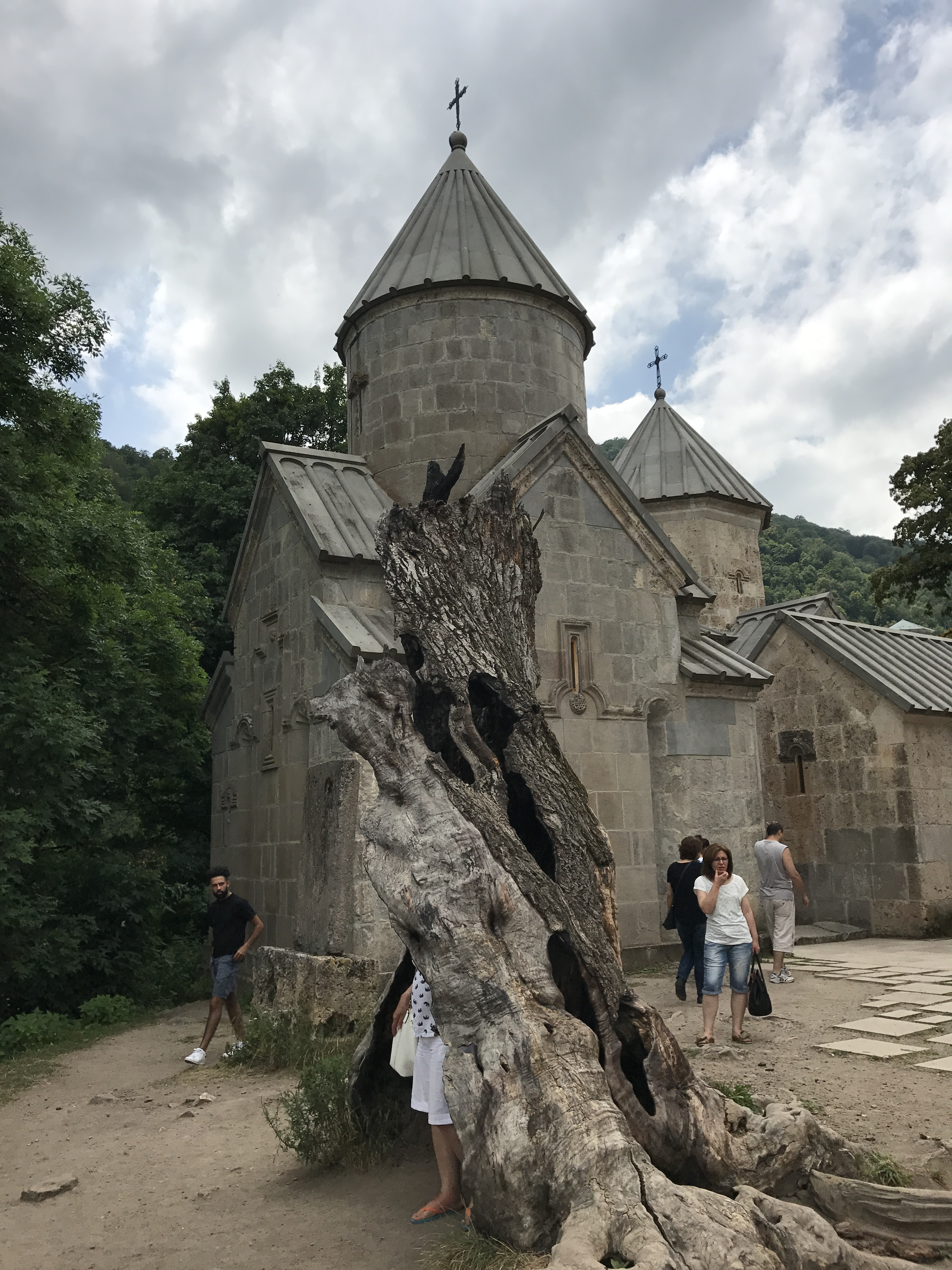
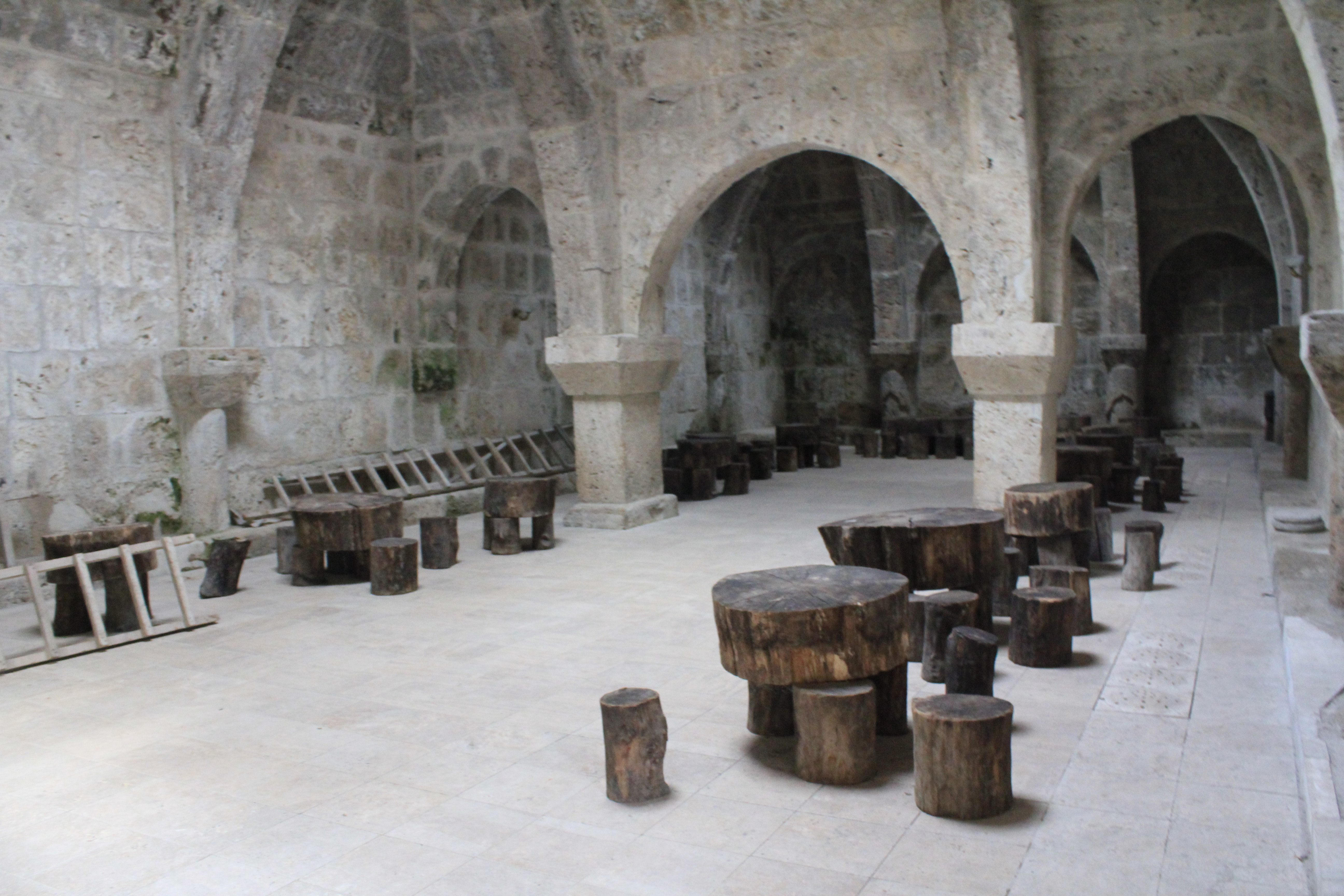
Трапезная
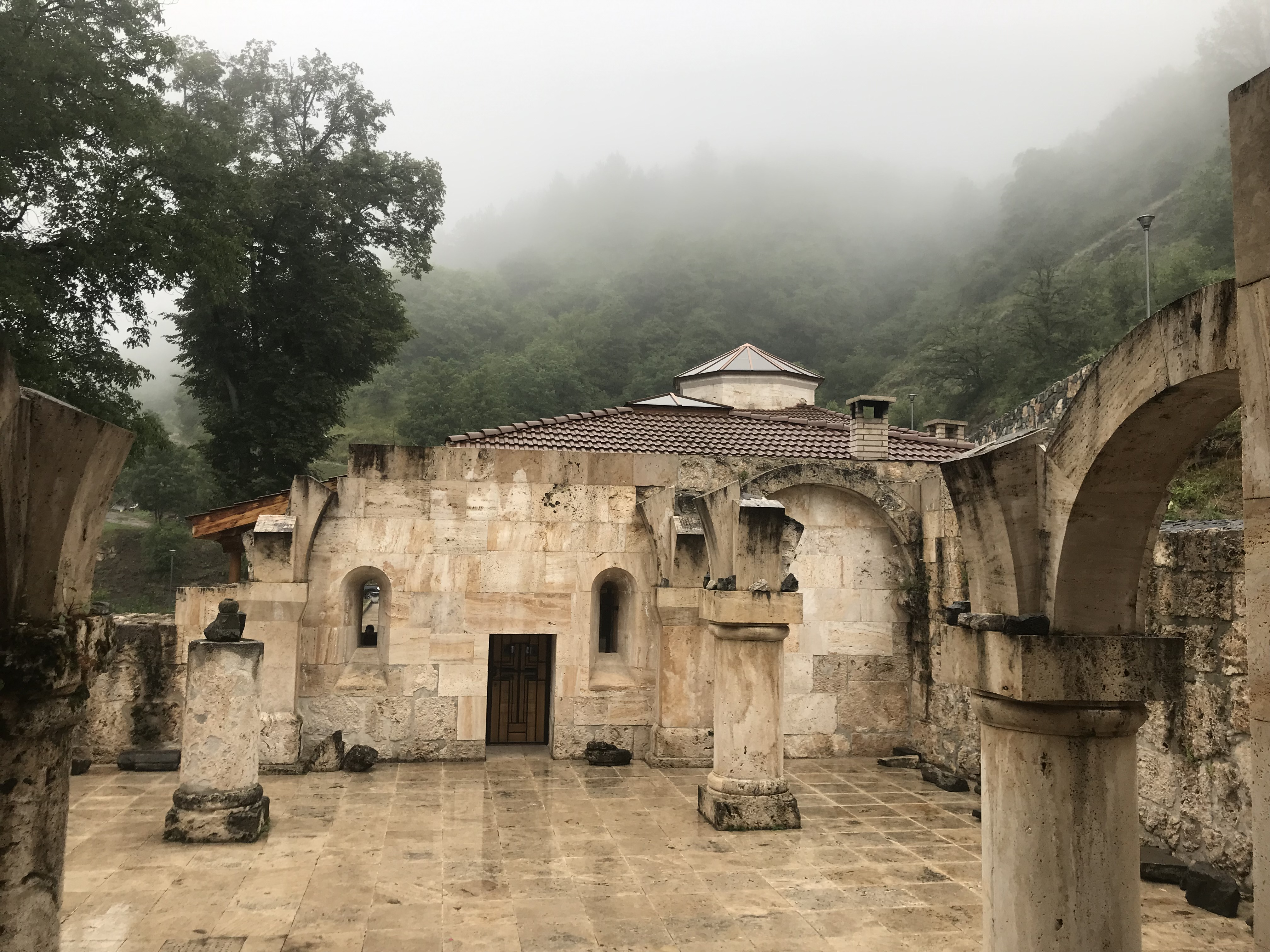
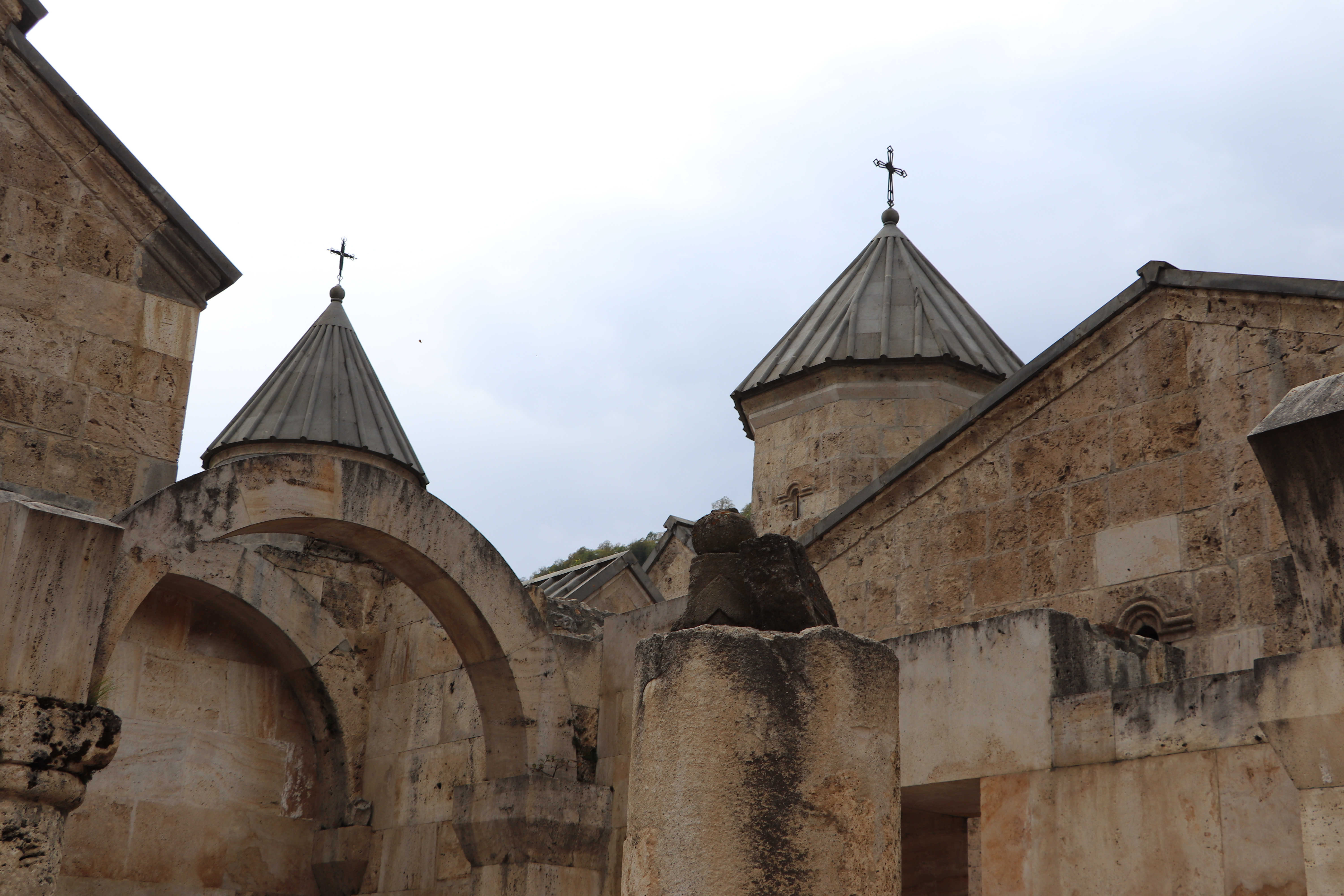
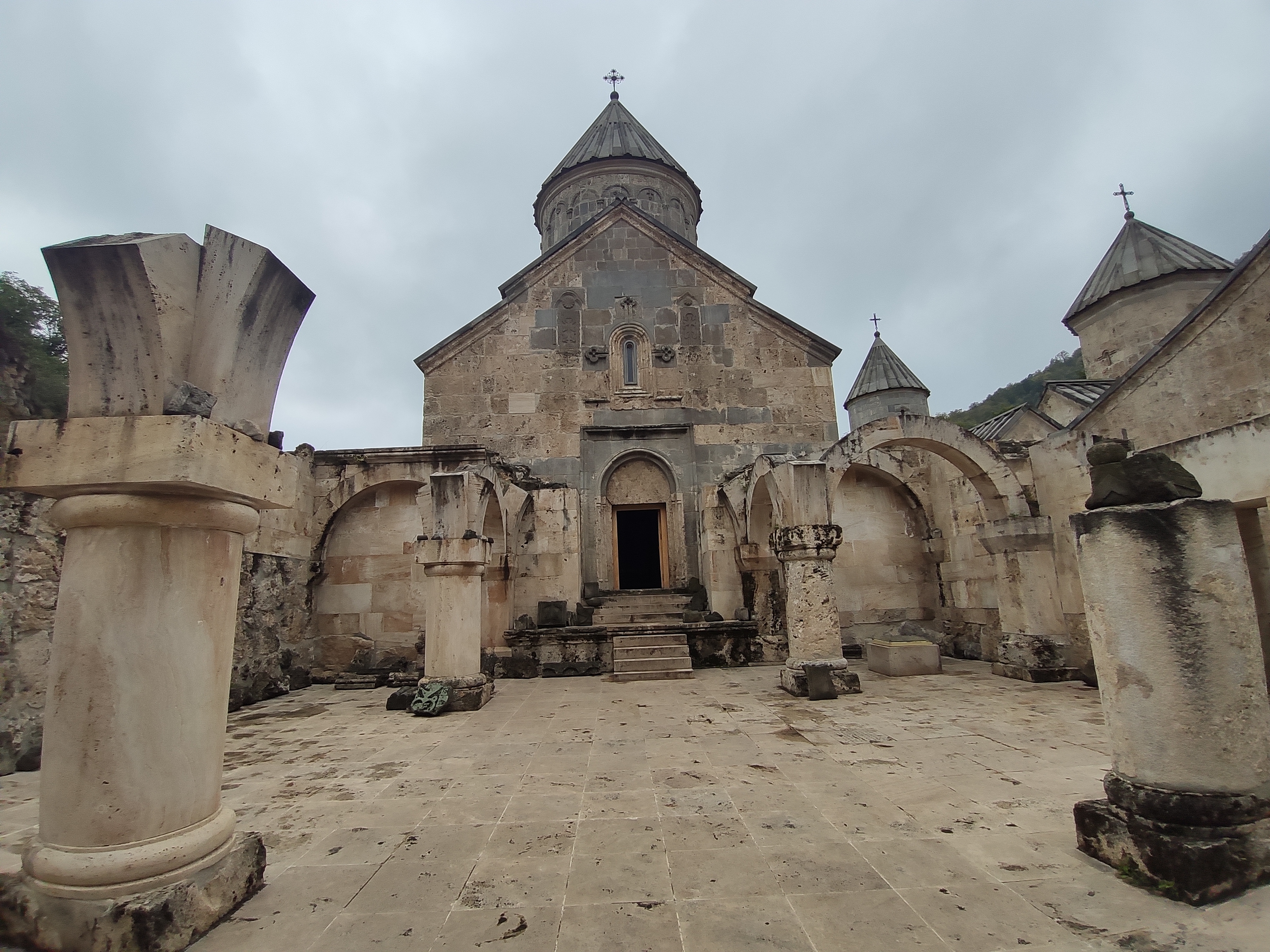
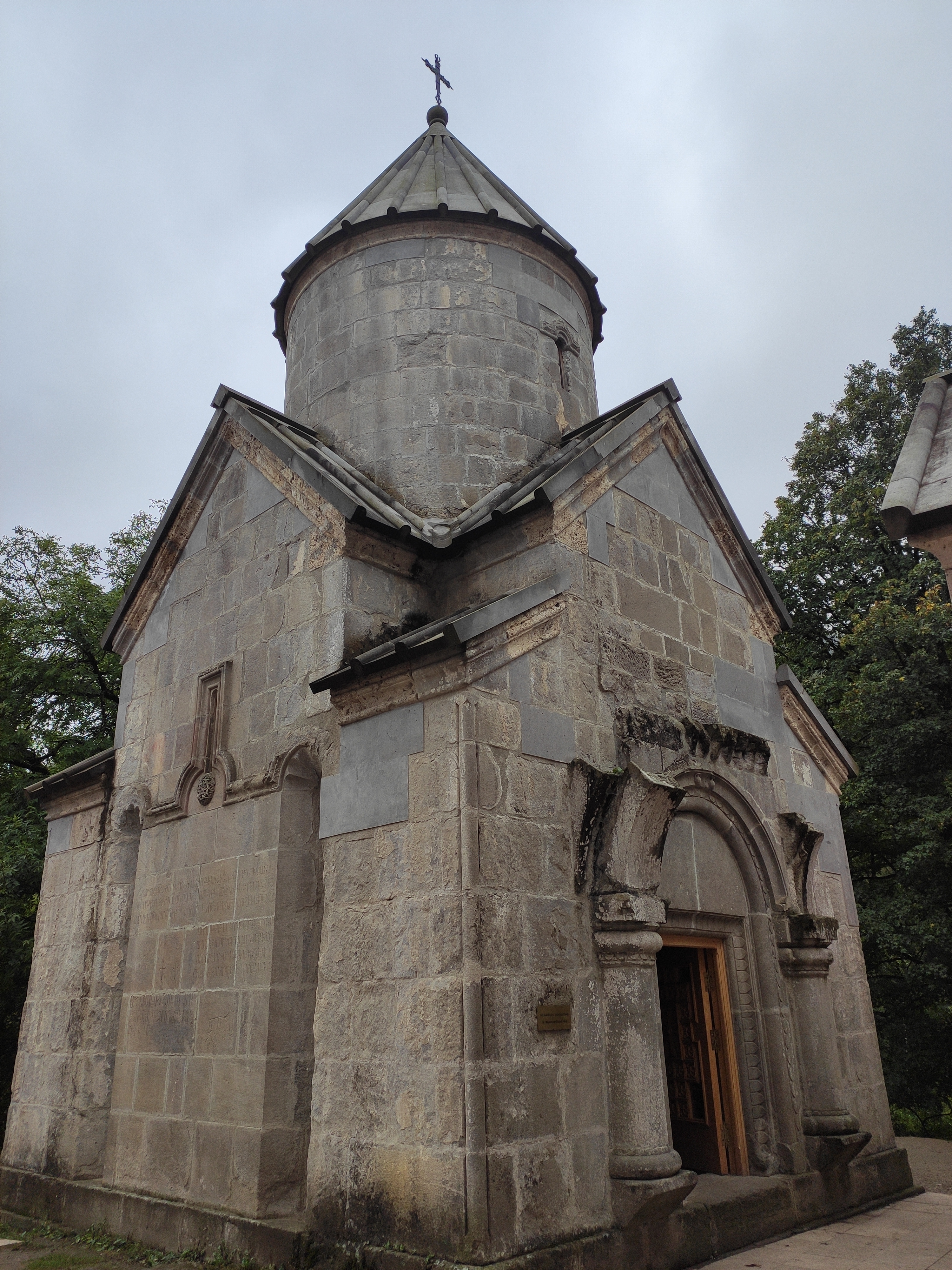
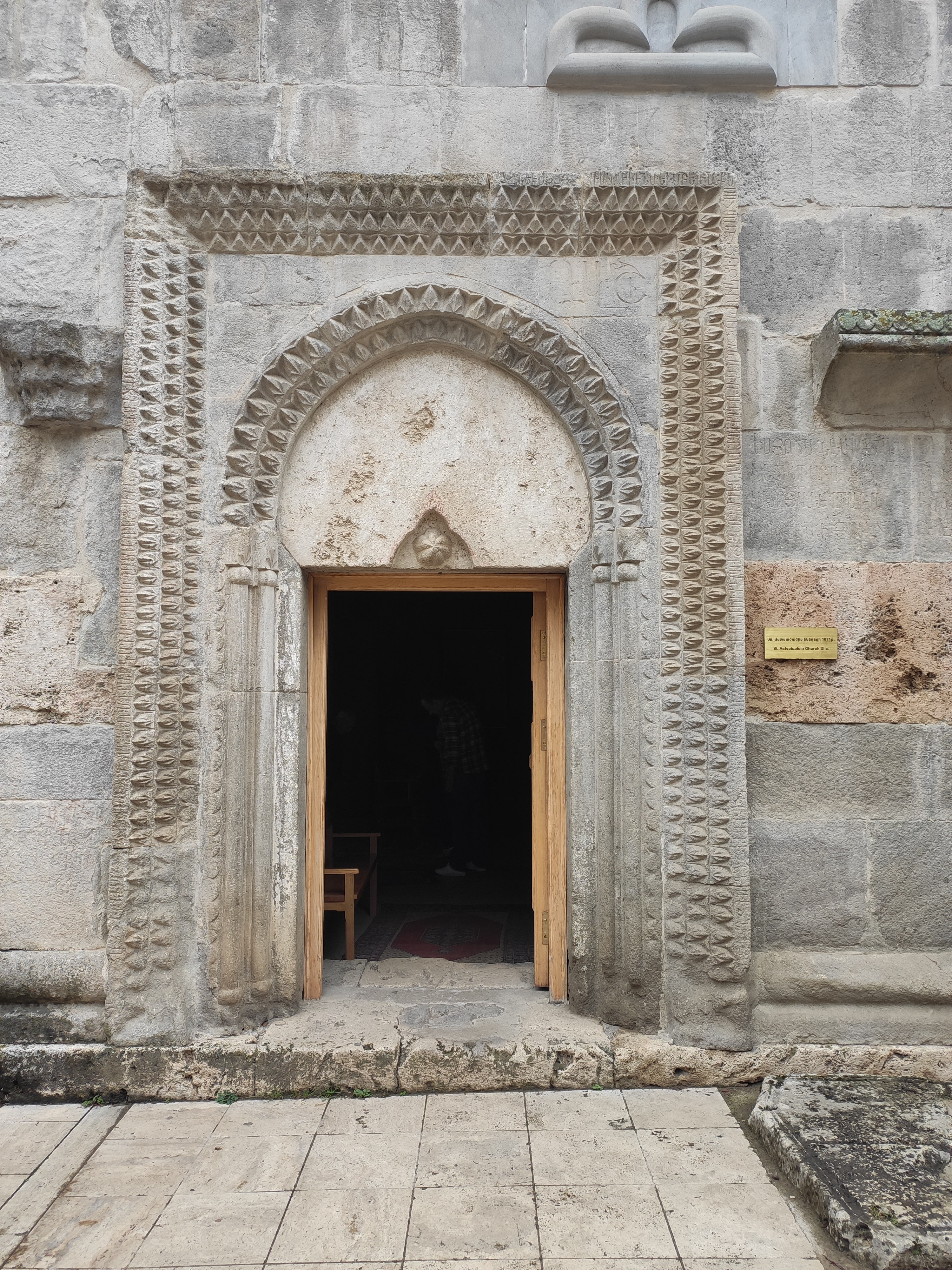
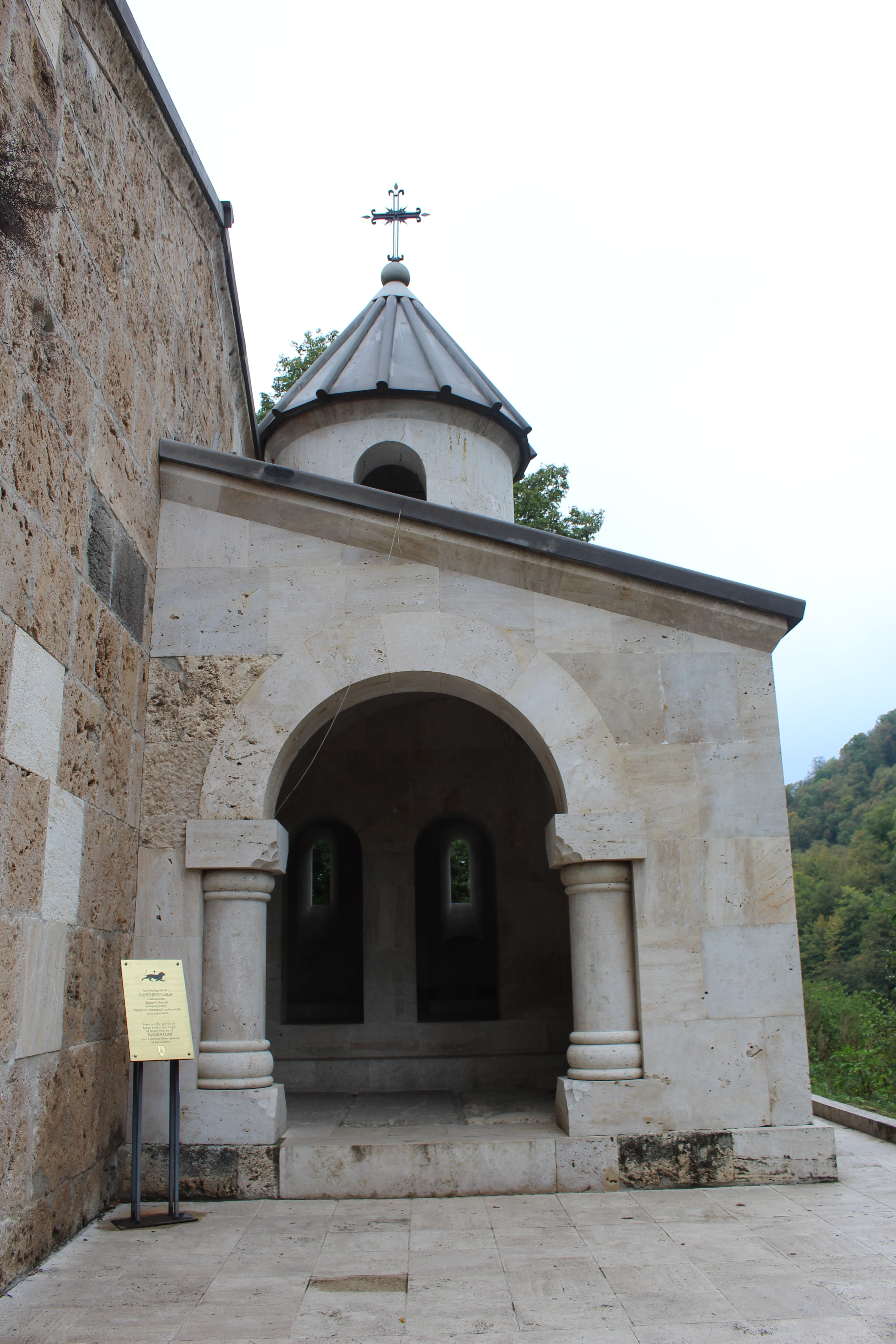
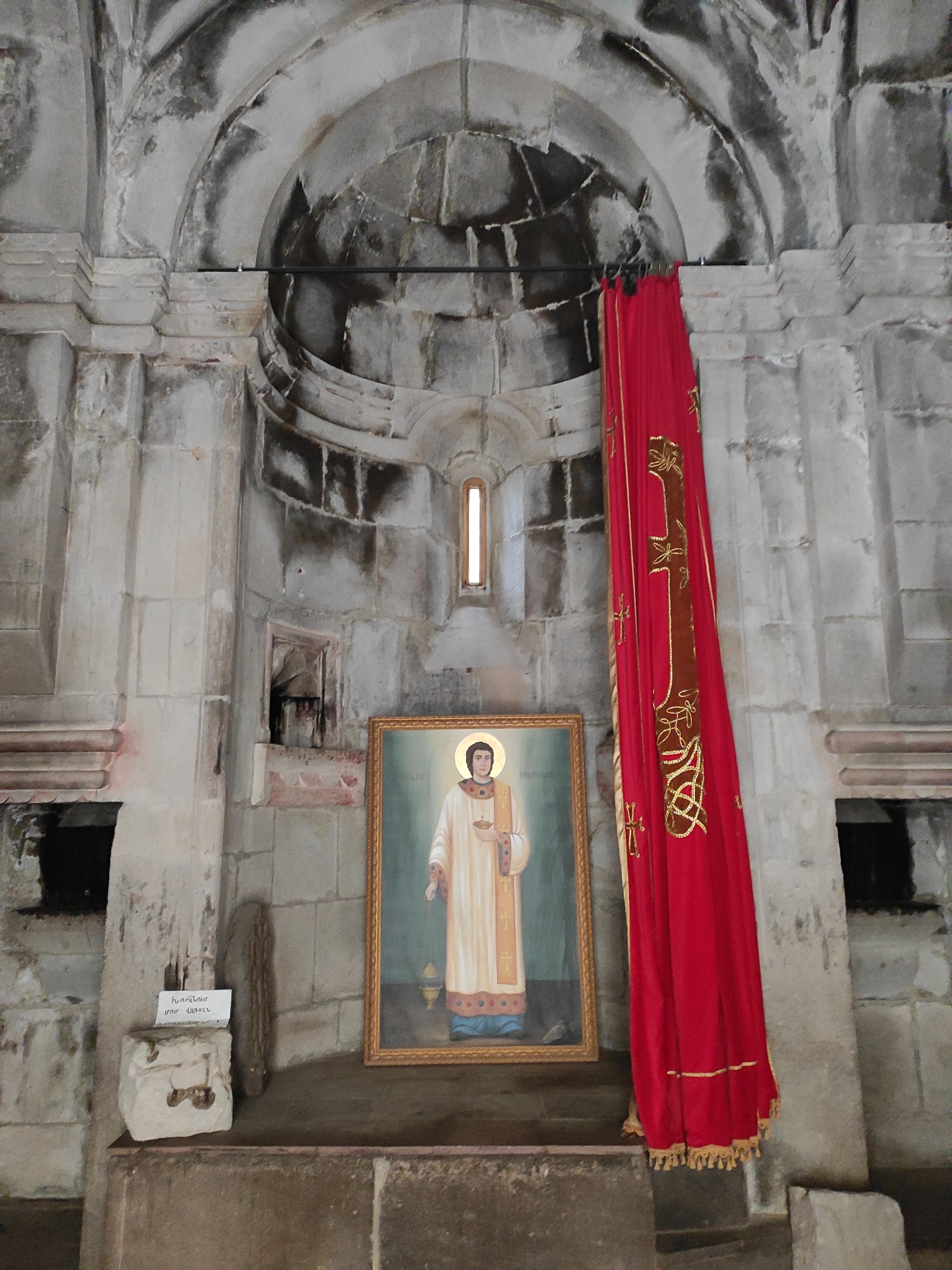
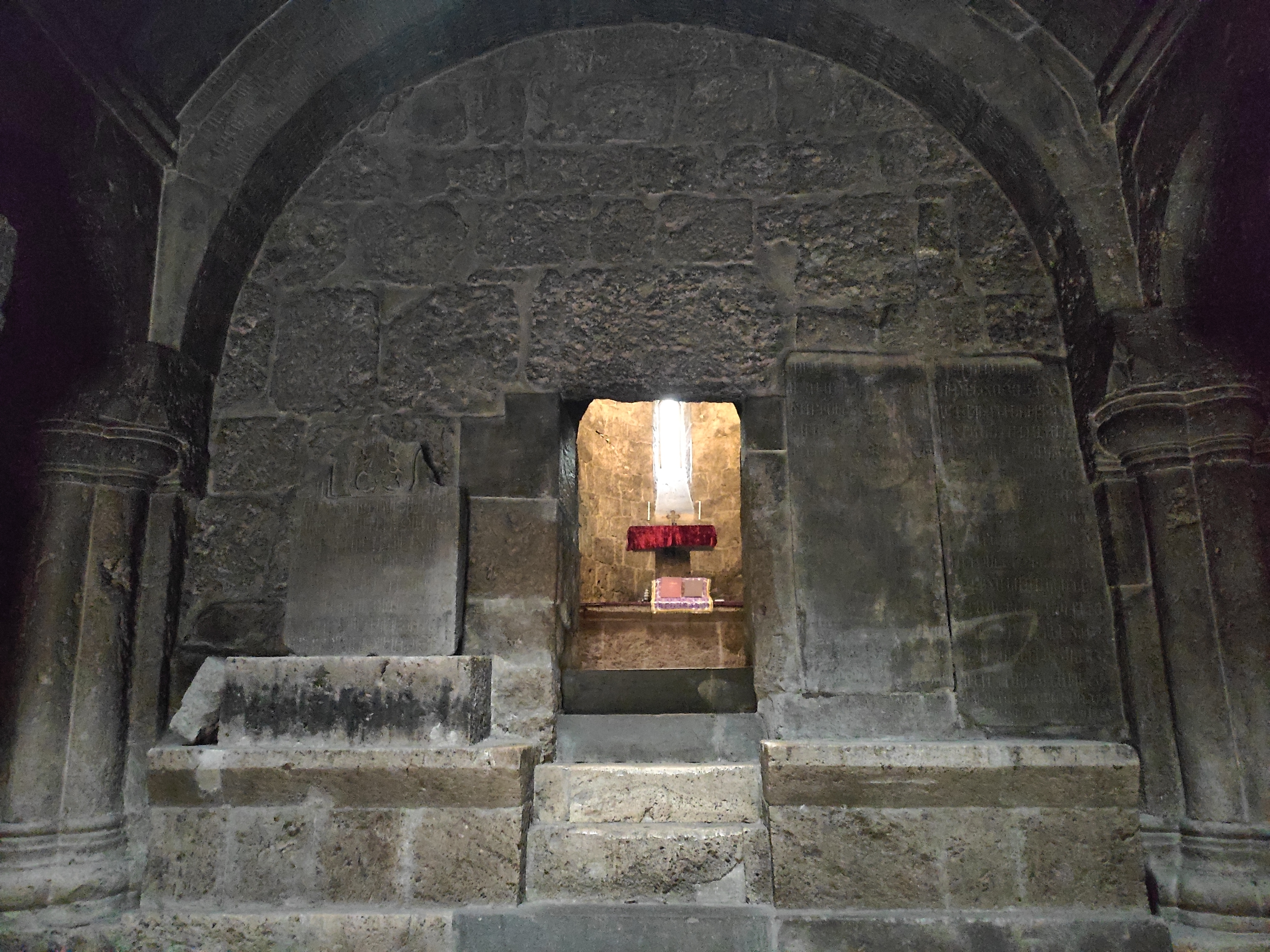
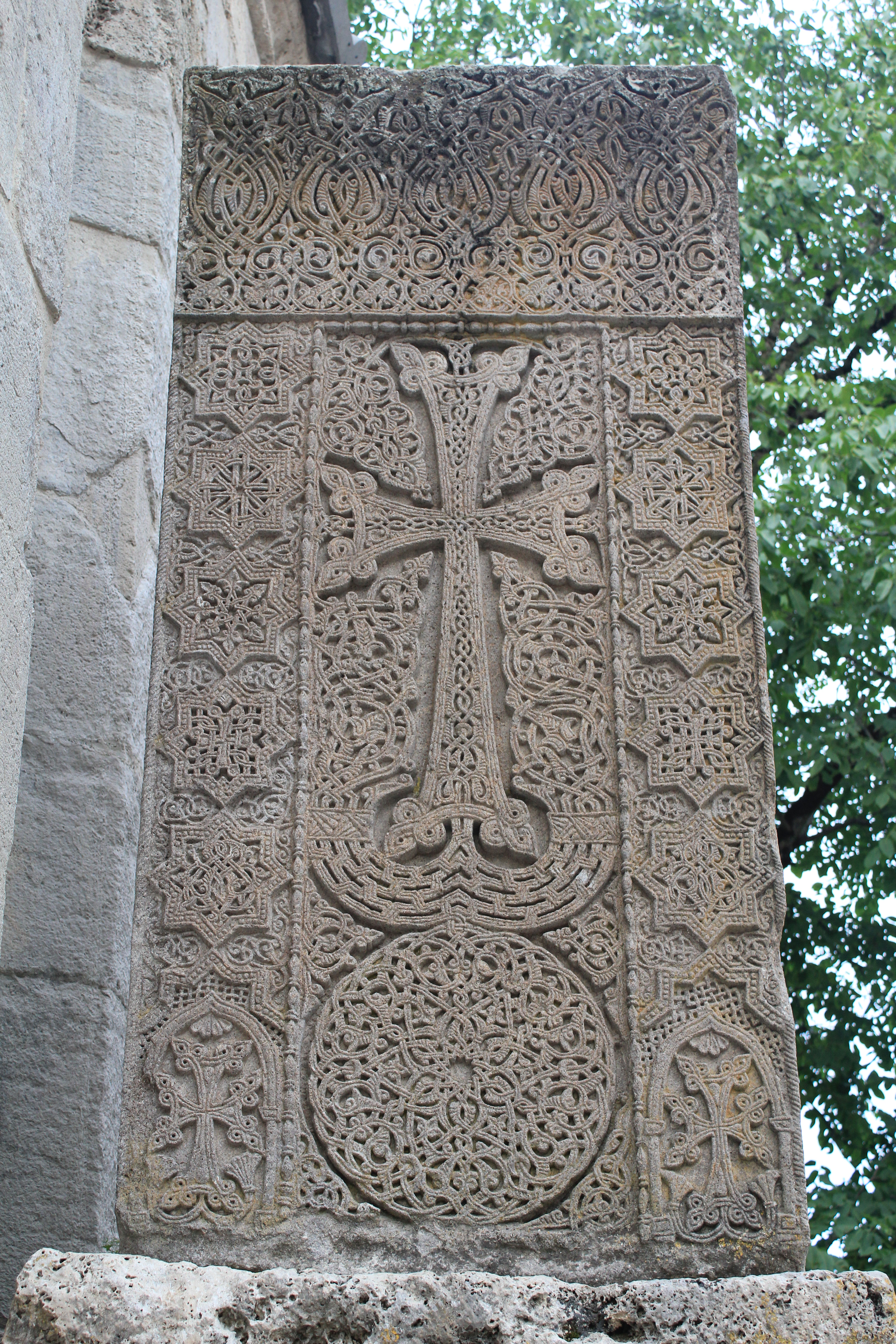